# Zavarivanje na uzorak
Zavarivanje na  uzorak  (eng. Pattern welding) je praksa u izradi mačeva i noževa, te podrazumijeva oblikovanja oštrice od nekoliko metalnih komada različitog sastava koji su kovački zavareni zajedno te uvrnuti i manipulirani kako bi se formirao određeni uzorak. Često pogrešno nazivane čelikom iz Damaska, oštrice kovane na ovaj način često imaju trake malo drugačijeg uzorka duž cijele svoje dužine. Ove trake mogu se istaknuti u ukrasne svrhe pravilnim poliranjem ili jetkanjem s kiselinom. Iako moderni procesi proizvodnje čelika negiraju potrebu za miješanjem različitih čelika, na uzorak zavareni čelik još uvijek koriste proizvođači noževa po narudžbi zbog estetskog učinka koji proizvodi.

## Zavarivanje na uzorak u Europi
Tehnika datira iz prvog tisućljeća prije Krista, s keltskim, a kasnije i germanskim mačevima, te s Rimljanima koji opisuju uzorak na sječivu ovom tehnikom izrađenih mačeva. Do 2. i 3. stoljeća nove ere Kelti su obično koristili zavarivanje na uzorak osim iz strukturalnih razloga i za ukrašavanje. Tehnika uključuje savijanje i kovanje naizmjeničnih slojeva čelika i željeza u šipke, zatim uvijanje čelika kako bi se formirali složeni uzorci. Do 6. i 7. stoljeća zavarivanje na uzorak doseglo je razinu na kojoj su se tanki slojevi čelika s uzorcima varili na jezgru od mekog željeza, čineći mačeve daleko boljim jer im je željezo davalo fleksibilnu i elastičnu jezgru koja bi izdržala svaki udar od udaraca mačem kako bi spriječila savijanje ili pucanje sječiva. Vjerojatno najpoznatija skupina vikinških mačeva sa zavarenim uzorkom – i usput jedan od prvih poznatih primjera uvjetno rečeno robne marke – su Ulfberht mačevi, za kojih se zna da ih je sačuvano 166. Do kraja vikinške ere, zavarivanje na uzorak nestalo je iz upotrebe u Europi. 
U srednjovjekovnim mačevima zavarivanje na uzorak bilo je raširenije nego što se obično misli. Međutim, prisutnost hrđe otežava otkrivanje bez ponovnog poliranja. 
Tijekom srednjeg vijeka Wootz čelik proizvodio se u Indiji i izvozio diljem svijeta, uključujući i Europu. Sličnosti u izgledu navele su mnoge da povjeruju da se koristi isti proces, a zavarivanje na uzorak oživjeli su europski kovači koji su pokušavali kopirati Damask čelik. Dok su se metode koje su koristili kovači iz Damaska za proizvodnju svojih oštrica izgubile tijekom stoljeća, nedavni napori metalurga i kovača oštrica (kao što su Verhoeven i Pendray) da reproduciraju čelik s identičnim karakteristikama doveli su do procesa koji ne uključuje zavarivanje uzoraka. Međutim, ti pokušaji nisu postigli veliki uspjeh.
Treba spomenuti i da se postupak koristio i za izradu cijevi za vatreno oružje, i to sve do 19. stoljeća.

## Moderna dekorativna uporaba
Drevni izrađivači mačeva iskorištavali su estetske kvalitete zavarenog čelika. Vikinzi su osobito voljeli uvijati čelične šipke jednu oko druge, zavarivati šipke zajedno udarcem čekićem i zatim ponavljati postupak s rezultirajućim šipkama, kako bi stvorili složene uzorke u konačnom završnom bloku. Dvije trake upletene u suprotnim smjerovima stvorile su zajednički uzorak ševrona. Često je središte oštrice bila jezgra od mekog čelika, a rubovi su bili čvrsti čelik s visokim udjelom ugljika, sličan japanskim laminatima.
Na primjer, test Američkog društva kovača sječiva, kao majstorski ispit zahtijeva izradu 300-slojne oštrice. Veliki broj slojeva općenito se proizvodi presavijanjem, gdje se mali broj slojeva zavari zajedno, zatim se proizvod prereže na pola, složi i ponovno zavari, sa svakom operacijom udvostručavanja broja slojeva. Počevši sa samo dva sloja, osam operacija presavijanja dat će 512 slojeva. Oštrica izbrušena od takvog uzorka pokazat će zrno slično objektu izrezanom iz komada drveta, sa sličnim nasumičnim varijacijama u uzorku. Neki proizvedeni predmeti mogu se prenamijeniti u šablonske zavarene proizvode. "Kabel Damask", kovan od višežilnog kabela s visokim udjelom ugljika, popularan je predmet za izradu kovača, stvarajući fino zrnati, upleteni uzorak, dok lanac za motornu pilu proizvodi uzorak nasumično postavljenih mrljica boje.
Neki moderni kovači podigli su zavarivanje na uzorak u nove visine, s razrađenom primjenom tradicionalnih tehnika zavarivanja uzoraka, kao i novom tehnologijom. Slojeviti komad čeličnih šipki s oštricom izrezanom okomito na slojeve također može proizvesti neke spektakularne uzorke, uključujući mozaike ili čak natpise. Metalurgija praha omogućuje spajanje legura koje inače ne bi bile kompatibilne. Različiti tretmani čelika nakon brušenja i poliranja, kao što su plavljenje, jetkanje ili razni drugi kemijski tretmani površine koji različito reagiraju na različite upotrijebljene metale, mogu stvoriti svijetle završnice visokog kontrasta na čeliku. Neki majstori kovači idu toliko daleko da koriste tehnike kao što su obrada električnim pražnjenjem za rezanje isprepletenih uzoraka iz različitih čelika, njihovo spajanje, zatim zavarivanje dobivenog sklopa u čvrsti čelični blok.
Razmjerno nov  doprinos ovim  postupcima je i korištenje različiti  titanovih  slitina ( Timascus ),ovaj je  postupak i zaštićen patentom.

## Etimologija
Izraz 'zavarivanje na uzorak' skovao je engleski arheolog Herbert Maryon u radu iz 1948.: "Zavarivanje ovih mačeva predstavlja pretjerano tešku operaciju. Ne znam za finiji kovački rad... Nazvao sam tehniku 'zavarivanje na uzorak' ... Primjeri zavarivanja na uzorak datiraju od trećeg stoljeća do vikinškog doba."